# Beat Unternährer
Beat Unternährer (* 20. Juli 1942 in Lyss; † 30. Dezember 2012 in Unterentfelden, heimatberechtigt in Schüpfheim) war ein Schweizer Politiker (SVP).

## Biografie
Beat Unternährer war von 1967 bis 1971 Schulleiter der Limania-Schulen in Baden und war danach im Ausbildungssektor für eine Grossbank und für eine Unternehmensberatung tätig. Zuletzt arbeitete er als Selbstständigerwerbender auf dem Gebiet der Personal- und Unternehmensberatung.
Neben seinem Beruf war er von 1969 bis 1973 Zentralpräsident der Schweizerischen Schiedsrichterverbandes und von 2000 bis 2004 Zentralpräsident des Schweizerischen Turnverbandes, danach Ehrenmitglied. Seit 2008 war er ferner Mitglied des Aargauer Kuratoriums zur «Förderung professioneller Bereiche des aktuellen Kulturschaffens im Kanton Aargau». Er war ausserdem langjähriger Präsident von Mensa Schweiz (1993 bis 2000).
Politisch war er seit 2001 bis zu seinem Ableben Mitglied des Grossen Rats des Kantons Aargau und war dort in den Kommissionen «Bildung, Kultur und Sport», «Gesetz über die Anstellung von Lehrpersonen», «Fachhochschule» und «Legislaturprogramm». Er war weiter Mitglied der Geschäftsleitung der SVP Aargau und Präsident der SVP Unterentfelden. Er amtete zudem als Präsident der Interparlamentarischen Konferenz der Nordwestschweiz.
Unternährer war verheiratet, hatte eine Tochter und wohnte in Unterentfelden. Er war ein leidenschaftlicher Theaterschauspieler in der Amateur-Theatergesellschaft Oberentfelden.